# Nidaliopsis violacea
Nidaliopsis violacea är en korallart som först beskrevs av Tixier-Durivault 1955.  Nidaliopsis violacea ingår i släktet Nidaliopsis och familjen Nidaliidae. Inga underarter finns listade i Catalogue of Life.